# (37322) 2001 QM76
2001 QM76 (asteroide 37322) é um asteroide da cintura principal. Possui uma excentricidade de 0.11128090 e uma inclinação de 8.56435º.
Este asteroide foi descoberto no dia 16 de agosto de 2001 por LINEAR em Socorro.